# Naissance en 1080
Naissance
- 1076
- 1077
- 1078
- 1079
- 1080
- 1081
- 1082
- 1083
- 1084

Cette page dresse une liste de personnalités nées au cours de l'année 1080 :
- Albéric d'Ostie, moine bénédictin, cardinal-évêque d'Ostie.
- Gilbert de l'Aigle, noble français.
- Mathilde d'Écosse, reine consort d'Angleterre, duchesse de Normandie et princesse d'Écosse.
- Thérèse de León, régente du Portugal (décès 1130).

date incertaine (vers 1080)
- Adélard de Bath, savant et enseignant anglais, arabophile et traducteur de l'arabe, philosophe, mathématicien et naturaliste, moine bénédictin.
- Ermesinde de Luxembourg, comtesse héritière de Luxembourg et comtesse de Namur.
- Eugène III, pape.
- Hélène de Bourgogne, noble français.
- Ibn bajja (Avenpace) (mort vers 1138), philosophe, médecin, astronome, géomètre, musicien et poète andalou.
- Mathieu Ier de Beaumont-sur-Oise, comte et seigneur de Beaumont-sur-Oise et Grand chambrier de France, puis moine au monastère du prieuré de Saint Léonor.
- Norbert de Xanten, prêtre chrétien itinérant fondateur de l'ordre des chanoines réguliers de Prémontré, appelé moines blancs de Prémontré ou couramment Prémontrés ou Norbertins.
- Raymond du Puy, deuxième supérieur de l'ordre de Saint-Jean de Jérusalem.
- Renaud Ier de Bar, comte de Bar, seigneur de Mousson et comte de Verdun.
- Thérèse de León, comtesse régnante du Portugal.

## Crédit d'auteurs
- Cet article est partiellement ou en totalité issu de l'article intitulé « 1080 » (voir la liste des auteurs).